# 아르베타르나스 빌드닝스푀르분드
아르베타르나스 빌드닝스푀르분드(스웨덴어: Arbetarnas bildningsförbund; ABF)는 스웨덴의 교육 관련 노동 운동 조직이다. ABF는 워크숍, 언어, 음악 등 다양한 분야의 세미나, 강의, 연구 서클을 운영한다.

## 역사
1912년 11월 16일, 스웨덴 사회민주노동당과 몇몇 노동조합이 연합해 설립했다. 오늘날, ABF의 주요 멤버는 사회민주노동당과 좌익당원들이다. 본부는 스톡홀름에 위치해 있다.

## 모아상
모아상(스웨덴어: Moa-priset)은 ABF와 모아 마르틴손 조직이 공동 주최하는 연간 문학상 시상식이다. 상 이름은 스웨덴의 소설가 모아 마르틴손의 이름에서 따왔다. 1989년부터 수여됐다.